# The Zoo
The Zoo är ett svenskt powerpopband från Stockholm. The Zoo spelar musik med distade gitarrer, blip-blop-synthar och vintage-orgel-slingor.
The Zoo startades för några år sedan av bandets låtskrivare Albin och David. Efter att ett par av The Zoos demos under en tid började spelas på radio startde ett samarbete med musikförlaget Universal Music Publishing. Därefter har de också spelat in i egna skivbolaget Manhoover Records. The Zoo har under tiden med inspelningen av debutalbumet medverkat i TV-morgonprogram och blivit föremål för reportage i musikprogram i TV4.
The Zoo består av Albin Johansson på sång och gitarr, David Eriksson på gitarr och orgel, Andreas Giri på bas och Hans ”Haze” Sjölander på trummor.
The Zoos första singel och debutalbum släpptes 1 mars 2009.

## Bandmedlemmar
- Albin Johansson - Sång - Gitarr
- David Eriksson - Gitarr - synthesizer
- Andreas Giri - Elbas
- Haze Sjölander - Trummor

## Diskografi

### Album
- We can't wait - 1 mars, 2009

Recension i Nöjesguiden

### Singlar
- "Stay until the morning"